# Lules
La ciudad de San Isidro de Lules o simplemente Lules es la localidad cabecera del departamento homónimo, en la provincia de Tucumán, Argentina. Esta ciudad está creciendo tanto económica como demográficamente, y se espera que con el tiempo se integre al conglomerado urbano del área metropolitana del Gran San Miguel de Tucumán debido a su progreso constante.

## Santo patrono
El santo patrono de la ciudad de San Isidro de Lules es Isidro Labrador y el mismo nombre tiene la parroquia de la localidad, y durante sus festividades se celebran en toda la ciudad la fiesta patronal con gran concurrencia de feligreses.

## Toponimia
La ciudad se llama San Isidro de Lules porque fue fundada por el sacerdote  Dr.  Zoilo  Domínguez que el 25 de septiembre  de  1849 compró una pequeña fracción de tierra en la banda sud del río Lules para fundar una villa imponiéndole el  nombre  de San Isidro Labrador, patrono de los agricultores,  en  homenaje  a  los agricultores de la zona. Dada la carencia de la fecha exacta de la fundación, también se defendía otra fecha, la del 20 de noviembre de 1851, día en que el padre Zoilo pide permiso al obispado para construir el edificio de lo que hasta 1996 se conocía como iglesia Vieja, hoy reconocida como iglesia fundacional.

## Población
Cuenta con 21,088 habitantes (Indec, 2010), lo que representa un incremento del 18% frente a los 17,878 habitantes (Indec, 2001) del censo anterior.
| Gráfica de evolución demográfica de Lules entre 1991 y 2010 |
|                                                             |
| Fuente: Censos nacionales del INDEC                         |

## Sismicidad
La sismicidad del área de Tucumán (centro norte de Argentina) es frecuente y de intensidad baja, y un silencio sísmico de terremotos medios a graves cada 30 años.
- Sismo de 1861: aunque dicha actividad geológica catastrófica, ocurre desde épocas prehistóricas, el terremoto del 20 de marzo de 1861 (164 años) con 12.000 muertes,[3] marcó un hito importante dentro de la historia de eventos sísmicos argentinos ya que fue el más fuerte registrado y documentado en el país. A partir del mismo la política de los sucesivos gobiernos del norte y de Cuyo ha ido extremando cuidados y restringiendo los códigos de construcción.[2] Y con el terremoto de San Juan de 1944 del 15 de enero de 1944 (81 años) los gobiernos tomaron estado de la enorme gravedad crónica de sismos de la región.
- Sismo de 1931: de 6,3 de intensidad, destruyó parte de las edificaciones y abrió numerosas grietas en la zona[3][2]

## Turismo

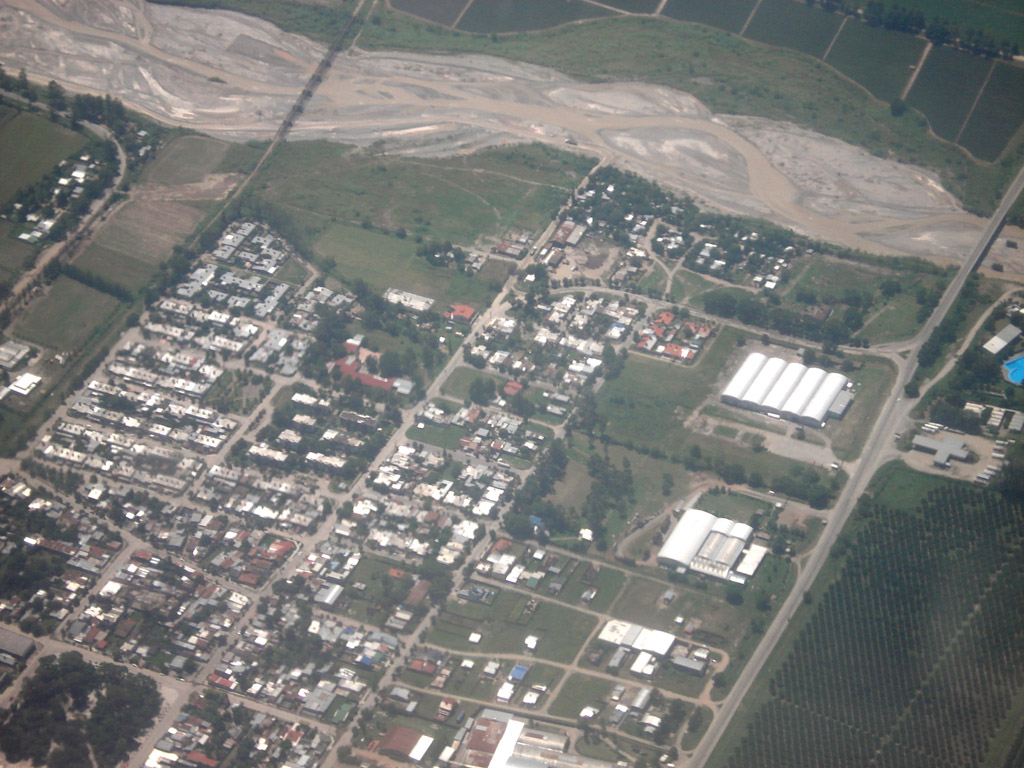
Río Lules (en la parte superior de la imagen) y norte de la ciudad de Lules, Tucumán.

- La Quebrada de Lules se encuentra conformada por la sierra de San Javier al norte y la de Yerba Huasi al sur, en medio de ambas corre el Río Lules. La Quebrada ofrece un hermoso marco natural para disfrutar en familia o amigos, realizando actividades de Ecoturismo o simplemente descansando. Los amantes del deporte, la aventura y la recreación, encuentran en este maravilloso entorno la posibilidad de practicar diferentes actividades como cabalgatas, rappel, tirolesa, escalada, kayak, senderismo, ciclismo de montaña, entre otras.
- Ruinas de San José de Lules Las Ruinas Jesuíticas de San José de Lules, declaradas Monumento Histórico Nacional, se encuentran sobre la RP 301 en este lugar nos encontramos con antepasados indígenas y con el testimonio de la evangelización realizada en el siglo XVII por los jesuitas españoles y continuada por la Orden Dominicana en 1767. En este convento se alojaron José de San Martín y Manuel Belgrano entre otros próceres.
- Iglesia Fundacional. La iglesia fundacional es el primer edificio público de la ciudad, construida en el año 1851 y declarada Monumento Histórico Provincial. Es la piedra fundamental de la historia de Lules y eterna morada de quien fue su fundador el presbítero Zoilo Domínguez.
- Oratorio San Antonio de Padua. Perteneciente a la familia Padilla, está estrechamente ligado a la historia y construcción del país. Fue aquí donde el general Manuel Belgrano encontró apoyo en lo que fue la batalla de campo de Las Carreras, convirtiendo a don Manuel de Pérez Padilla en un ciudadano destacado de la Revolución de Mayo y la Independencia.
- Santuario de la Virgen del Valle. Situado en la Reducción encontramos el Santuario en honor a la Virgen del Valle, que según la leyenda popular fue encontrada el 26 de noviembre de 1923 por un labrador en la finca del Sr. Felipe Auvieux. Cada 8 de diciembre es visitada por miles de feligreses, constituyendo la manifestación mariana más importante de la provincia.

## Clubes de fútbol
- Club Atlético Almirante Brown.
- Club Social y Deportivo Mercedes.

## Club de rugby
- San Isidro Rugby Club.

## Ciudadanos destacados
- Lastenia Blanco, reconocida maestra de fines del siglo XIX que dedicó su vida a la educación y cuidado de la niñez de Lules.
- Palito Ortega: cantante, actor, político, productor y director de cine.
- Eliseo Cantón: creador del proyecto del Instituto de Medicina Legal y de la Morgue en la República Argentina, realizó investigaciones sobre paludismo, cólera, obstetricia y ginecología, fue presidente de la Academia de Medicina.